# たかの宗美
たかの 宗美（たかの むねみ、2月16日 - ）は、日本の漫画家。京都府出身、現在は滋賀県在住。女性。独身。血液型はAB型（Rh+）。座右の銘は「継続は力なり」。
ペンネームの由来は本名に近く、似てなくて、源氏名っぽくない名前にしたことから。

## 略歴・人物等
高校を卒業して6年間のフリーター生活の後、1990年に『ボニータ』（秋田書店）でデビュー、同誌廃刊時まで連載を持っていた。
1998年に4コマ誌『まんがアロハ! → まんが4コマ丼』（ぶんか社、1996 - 1998年刊行）と『クレヨンしんちゃん特集号』（双葉社、現『まんがタウン』）に作品を投稿する。選考中に前者が休刊、出版元が同じだった『みこすり半劇場』で4コマ漫画デビュー。翌1999年末から『クレヨンしんちゃん特集号』で連載を始めた『派遣戦士 山田のり子』が、後には一時兄弟誌であった『まんがタウンオリジナル』でも同時連載され表紙および巻頭ページを務めるなどの人気作品となった。
現在、数誌で4コマ漫画を連載。作者名や作品名が冠名となった4コマ誌『主任がゆく!スペシャル』や『たかの宗美スペシャル』などがぶんか社より発刊されており、ぶんか社としては『まんがアロハ!』以来となる一般向け4コマ誌の復活のきっかけとなるとともに同誌の主力として活躍している。2009年7月号より再度『まんがくらぶ』（竹書房）の表紙担当を務めるなど、ぶんか社、竹書房、芳文社、双葉社など各社の4コマ誌の主力作家として活動している。2009年6月に発売された『主任がゆく!』12巻が通算50冊目の単行本となった。
2010年秋に漫画家デビュー20周年を迎えた。
音無みわと山田のり子、北見しろみと夏乃陽子など、違う作品でもどこか似たような特徴を持つ主人公の作品が多いため、雑誌を越えてのコラボレーションが多い。
また愛鳥家でもあり、現在ボタンインコ2羽と鳩1羽を飼っている（過去にはジュウシマツも2羽飼っていた。ボタンインコは1羽亡くしている）。そして愛鳥家でありながら猫も1匹飼っている。その飼っているペットなどをモデルとした作品も数作発表している。
2020年、多発性硬化症により闘病中であることを公表。

## 作品リスト
- あにまりんぐ

宙出版／エメラルドコミックスより、2010年6月15日2冊同時発売
1. あにまりんぐ わん ISBN 978-4776729396
2. あにまりんぐ にゃん ISBN 978-4776729402

- OLはとぽっぽ

芳文社／まんがタイムラブリー→まんがタイムスペシャル連載
芳文社／まんがタイムコミックスより全2巻
1. 2013年4月6日発売 ISBN 978-4-8322-5177-9
2. 2014年12月6日発売 ISBN 978-4-8322-5347-6

- オトコのいる部屋

宙出版／エメラルドコミックスより
1. 2002年12月6日発売 ISBN 4-8728-7763-2
2. 2003年5月7日発売 ISBN 4-7767-1048-X
3. 2004年4月3日発売 ISBN 4-7767-1258-X
4. 2004年12月発売 ISBN 4-7767-1493-0
5. 2005年10月発売 ISBN 4-7767-1782-4

- 主任がゆく!

- それは十姉妹

双葉社／アクションコミックス-ペットコミックスシリーズより（2003年10月28日発行） ISBN 4-5759-3856-4
- 鳥類な日々（初期短編作品集）

竹書房／バンブーコミックス（2008年6月27日発行） ISBN 4-8124-6843-4
- 夏乃ごーいんぐ!

芳文社／まんがタイムコミックスより全6巻
1. 2003年11月3日発売 ISBN 4-8322-6316-1
2. 2005年9月2日発売 ISBN 4-8322-6415-X
3. 2007年2月7日発売 ISBN 4-8322-6521-0
4. 2009年1月7日発売 ISBN 978-4-8322-6704-6
5. 2010年1月7日発売 ISBN 978-4-8322-6809-8
6. 2011年11月7日発売 ISBN 978-4-8322-5018-5

- 白衣な彼女

- 派遣戦士 山田のり子

- ハトのハト子

- 金髪女将 綾小路ヘレン

別冊本当にあった笑える話・たかの宗美スペシャル（共にぶんか社）連載
ぶんか社／ぶんか社コミックスより
1. 2010年8月16日発売[5] ISBN 978-4-8211-7044-9
2. 2012年6月14日発売[6] ISBN 978-4-8211-7294-8
3. 2014年10月14日発売[7] ISBN 978-4-8211-7623-6
4. 2016年1月14日発売[8] ISBN 978-4-8211-7799-8
5. 2019年8月16日発売[9] ISBN 978-4-8211-3819-7
6. 2021年12月14日発売[10] ISBN 978-4-8211-2880-8
7. 2023年6月14日発売[11] ISBN 978-4-8211-5616-0

『金髪社員白鳥ヒロシ』第2巻巻末にも4話分が併録されている。
- 金髪社員白鳥ヒロシ

ぶんか社／ぶんか社コミックスより
1. 2008年10月25日発売、巻数記載なし ISBN 978-4-8211-8697-6
2. 2009年8月31日発売 ISBN 978-4-8211-8867-3

- 紅丸ぼたん

ぶんか社／ぶんか社コミックスより
1. 2004年3月18日発売 ISBN 4-8211-8074-X
2. 2004年10月28日発売 ISBN 4-8211-8114-2

- - 紅丸くん 2006年11月30日発売 ISBN 4-8211-8374-9
※ボタンインコの「ぼたん」の死に伴う改題であり、実質的な第3巻。『主任がゆく!』第8巻と同時発売
- ポチの群れ

宙出版／エメラルドコミックスより
1. 2004年12月発売 ISBN 4-7767-1451-5
2. 2006年1月31日発売 ISBN 4-7767-1867-7

- 「本当にあった笑える話」執筆分のシリーズ

ぶんか社／ぶんか社コミックスより
- - 本当にあった笑える話 まるごと読者投稿!!（2004年5月発売）ISBN 4-8211-8086-3
  - 本当にあった最強オフィス・ハプニング（2005年5月26日発売）ISBN 4-8211-8160-6
  - 本当にあった読者の最強ハプニング（2006年7月28日発売）ISBN 4-8211-8321-8
  - たかの宗美が描く読者の爆笑ハプニング（2009年8月31日発売） ISBN 978-4-8211-8866-6
- まりといっしょ

宙出版／エメラルドコミックスより（2005年12月6日発売） ISBN 4-7767-1820-0
- まりといっしょ more

宙出版／エメラルドコミックス（2013年10月4日　初版第1刷発行）ISBN 978-4-7767-3597-7
- まりといっしょ　MAX

宙出版／エメラルドコミックス（2016年3月2日　初版第1刷発行）ISBN 978-4-7767-4194-7
- 毎日インコ

あおば出版／「インコ倶楽部」より
- 有閑みわさん

- よろず家探誌

別冊本当にあった笑える話（ぶんか社）連載

## 増刊号リスト
各雑誌の連載漫画を増刊号形式でまとめた物が各出版社から発売中。大抵は他の作家の作品も複数含まれていることも多い。
- 「主任がゆく!スペシャル」（ぶんか社）現在は月刊発行。

メインは「主任がゆく!」
- 「たかの宗美スペシャル」（ぶんか社）「主任がゆく!スペシャル」と統合する形で廃刊。

メインは「金髪女将綾小路ヘレン」
- 「まんがタイムたかの宗美 コレクション」（芳文社）

メインは「夏乃ごーいんぐ!」
- 「派遣戦士 山田のり子セレクション」（双葉社）

メインは「派遣戦士 山田のり子」
- 「まんがたかの宗美コレクション」（宙出版）

メインは「まりといっしょ」と「ポチの群れ」
- 「たかの宗美スペシャル有閑みわさん増刊号」（竹書房）

メインは「有閑みわさん」

## アシスタント
- 久保田順子[12]